# Ian Brown (velejador)
Ian Brown (Austrália, 1954) é um velejador australiano.

## Carreira
Ian Brown representou seu país nos Jogos Olímpicos de 1976, no qual conquistou a medalha de bronze na classe  470. 